# Joachim Eggeling
Joachim Albrecht Eggeling (Blankenburg, 30 november 1884 - Halle, 15 april 1945) was een gouwleider van Halle-Merseburg en SS-Obergruppenführer (luitenant-generaal). Hij was ook parlementslid voor de NSDAP in de Rijksdag.

## Leven
Eggeling was de zoon van een agrariër. In 1898 bezocht hij de Bürgerschule en het gymnasium in Blankenburg. Van 1898 tot 1904 zat hij op de cadettenschool slot Oranienstein en de Preußische Hauptkadettenanstalt in Groß-Lichterfelde. In maart 1904 trad hij als Leutnant (tweede luitenant) in dienst van het Pruisische leger. In november 1918 keerde hij als veelvoudig gedecoreerde Hauptmann (kapitein) terug uit de Eerste Wereldoorlog en werd in oktober 1919 ontslagen uit de Deutsches Heer.
Eggeling begon een studie voor agrariër en inspecteur. Hij voltooide een studie aan de agrarische hogeschool in Halle (Saale). In november 1922 nam hij het domein Frose in Anhalt over.
Op 29 juli 1925 werd hij lid van de NSDAP. Een jaar later werd hij adviseur voor de gouwleiders in zaken met betrekking tot de landbouw. In de in 1933 gestichte Reichsnährstand, was hij Landesbauernführer van het Landesbauernschaft Sachsen-Anhalt (verantwoordelijk voor de provincie Saksen en de vrijstaat Anhalt). In november 1933 werd hij gekozen voor het kiesdistrict 10 (Magdeburg) in de Rijksdag.
Na de dood van gouwleider Wilhelm Friedrich Loeper, werd Eggeling op 23 oktober 1935 plaatsvervangend gouwleider van het gouw Magdeburg-Anhalt. Vanaf november 1935 kreeg hij de leiding over het Gaugeschäfte en ging in februari 1935 als Landesbauernführer met verlof. Op 9 juni 1936 werd hij lid van de SS en kreeg de rang van SS-Brigadeführer. Conform het Stellvertreter-Regelung, kon hij als plaatsvervangend gouwleider niet tot gouwleider in hetzelfde gouw gekozen worden. Op 20 april 1937 benoemde Hitler Eggeling als gouwleider van Halle-Merseburg en volgde hiermee Rudolf Jordan als gouwleider op, die naar Dessau (Gauhauptstadt) ging. Met de benoeming tot gouwleider werd Eggeling ook lid van de Pruisische Staatsraad. Op 20 april 1937 werd hij bevorderd tot SS-Gruppenführer.
Vanaf 1939 was hij vertegenwoordiger van de Reichsverteidigungskommissar (RVK) voor het Wehrkreis IV (Halle-Merseburg). In 1942, na de nieuwe Reichsverteidigungsbezirke, fungeerde hijzelf als RVK. Op 21 juni 1943 werd Eggeling  bevorderd tot SS-Obergruppenführer. En hij werd op 18 augustus 1944 tot Oberpräsident van Halle-Merseburg benoemd. In hetzelfde jaar kreeg hij van Hitler een dotatie van 100.000 Reichsmark, dit in het kader van de viering van het 100-jarig jubileum van Nietzsche. Hitler had Eggeling opgedragen om op de geboortedag van Nietzsche een krans op zijn graf leggen.
Op 13 april 1945 ging hij tevergeefs in partijuniform door het brandende Berlijn om met Hitler te spreken. Terug in Halle probeerde Eggeling de Kampfkommandant Generalleutnant Anton Radtke te bewegen om te capituleren. Op 15 april 1945 pleegde Eggeling zelfmoord, door zich dood te schieten. Andere versie is dat hij zich vergiftigd zou hebben.

## Carrière
Eggeling bekleedde verschillende rangen in zowel de Pruisische leger als Allgemeine-SS. De volgende tabel laat zien dat de bevorderingen niet synchroon liepen.
| Datums                                      | Pruisische leger      | NSDAP               | Allgemeine-SS        |
| ------------------------------------------- | --------------------- | ------------------- | -------------------- |
| 10 maart 1904                               | Leutnant              | —                   | —                    |
| 16 juni 1913                                | Oberleutnant          | —                   | —                    |
| 27 januari 1915 - 27 januari 1919           | Hauptmann der Reserve | —                   | —                    |
| 23 juni 1936 (met ingang vanaf 9 juni 1936) | —                     | —                   | SS-Mann              |
| 23 juni 1936 (met ingang vanaf 9 juni 1936) | —                     | —                   | SS-Brigadeführer     |
| 23 oktober 1935 (m.d.W.d.G.b.)              | —                     | Gauleiter der NSDAP | —                    |
| 10 februari 1936                            | —                     | Gauleiter der NSDAP | —                    |
| 9 juni 1936                                 | —                     | —                   | SS-Gruppenführer     |
| 21 juni 1943                                | —                     | —                   | SS-Obergruppenführer |

- m.d.W.d.G.b. (mit der Wahrnehmung der Geschäfte beauftragt) = vrije vertaling:  met het Waarnemen van de Functie belast)

## Lidmaatschapsnummers
- NSDAP-nr.: 11 579[15] (lid geworden september 1923[9], opnieuw lid 20 juli 1925[9] - 29 juli 1925[6][13])
- SS-nr.: 186 515[15] (lid geworden 9 juni 1936[6][13], met anciënniteit vanaf 9 juni 1936[9])

## Onderscheidingen
- Kruis voor Oorlogsverdienste, 1e Klasse (1 september 1941[2][12]) en 2e Klasse[2][6][12][13]
- IJzeren Kruis 1914, 1e Klasse[2][8][14] en 2e Klasse[2][4][6][8][12]
- Erekruis voor Frontstrijders in de Wereldoorlog[6][14] 23 augustus 1937[2][12]
- Ehrendegen des Reichsführers-SS[6][15] op 1 december 1937[2]
- SS-Ehrenring[6][14] in 1937[2]
- Gewondeninsigne 1918 in zwart[6][12][14] in 1918[2]
- Friedrich August-Kruis, 1e Klasse[2][8] en 2e Klasse[2][6][8] met gesp "Kämpfer"[4][12]
- Kruis voor Militaire Verdienste, 3e Klasse[6] met Oorlogsdecoratie[2][2][4][8][12]
- Gouden Ereteken van de NSDAP[2][6][12]
- Dienstonderscheiding van de NSDAP in goud op 30 januari 1942[2][12]
- Landesorden[14]
- Gouden Ereteken van de Hitlerjeugd met Eikenloof,[12] andere bron vermeldt: zonder Eikenloof[2]
- Julleuchter der SS in december 1936[2][12]